# Huta Lisowska
Huta Lisowska (ukr. Гута-Лісівська, Huta-Lisiwśka) – wieś na Ukrainie, w obwodzie wołyńskim, w rejonie kamieńskim.
Do 2020 w rejonie maniewickim.